# Maria-Hilf-Kirche (Gliwice)

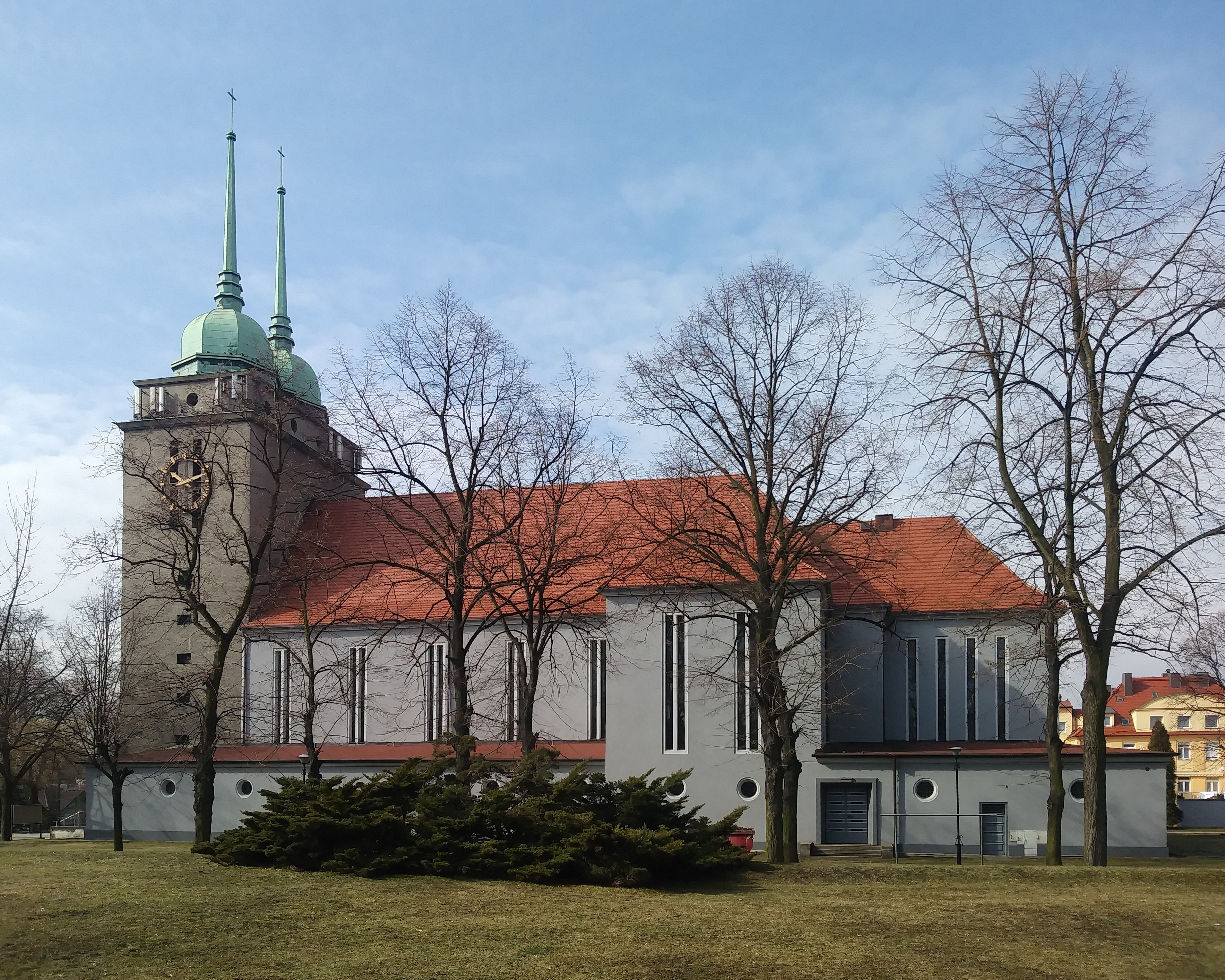
Maria-Hilf-Kirche

Die Maria-Hilf-Kirche, (polnisch Maryi Panny Wspomożenie Wiernych), korrekt Maria Hilfe der Christen ist eine moderne Kirche aus dem Jahr 1929 im Stadtteil Sośnica (Sosnitza) in Gliwice (Gleiwitz).

## Geschichte
Sosnitza gehörte zunächst der katholischen Andreasgemeinde in Alt-Zabrze an, in die sie 1848 eingepfarrt wurde. 1911 bauten die Katholiken in Sosnitza einen eigenen provisorischen Kirchenbau im Fachwerkstil. Dieser erhielt den Namen Herz-Jesu-Kirche. Bald wurde der Bau einer neuen Kirche beschlossen, deren Kosten auf 215.000 Mark berechnet wurden, jedoch wurde der Bau wegen des Ersten Weltkriegs nicht mehr realisiert. Am 3. Juni 1928 begann man neben dem Provisorium den Bau einer neuen Kirche im Stil der Neuen Sachlichkeit nach Plänen der preußischen Hochbauverwaltung. 1929 wurde die Kirche geweiht und die Notkirche abgerissen, dabei wurde die Glocke aus der alten Kirche in den Neubau übernommen. Da Sosnitza mittlerweile zu Gleiwitz gehörte und dort bereits eine Herz-Jesu-Kirche bestand, gab man der Kirche den neuen Namen Marienkirche, dieser wurde nach 1945 zu Maria-Hilf-Kirche.
1998 wurde im Stadtteil eine weitere Kirche erbaut: Die Hyazinthkirche.